# Akademické mistrovství Evropy ve sportovním lezení 2015
Akademické mistrovství Evropy ve sportovním lezení 2015 (AkME, Mistrovství Evropy univerzit) se uskutečnilo 5.-9. srpna v polských Katovicích.

V roce 2015 proběhlo také mistrovství Evropy, mistrovství Evropy juniorů a akademické mistrovství ČR, v roce 2016 se poté konal první ročník akademického mistrovství světa.
Univerzitního mistrovství Evropy 2015 se zúčastnili také někteří přední lezci a lezkyně světového poháru, nejvíce medailí získali studenti z Ruska a Francie, velmi dobře si vedli i domácí závodníci, mezi nimi finalisté v lezení na rychlost Marcin Dzieński a Klaudia Buczek.

## Průběh závodů
V lezení na obtížnost se závodníci postupně vystřídali ve dvou kvalifikačních cestách, do semifinále s jednou závodní cestou postoupilo 26 nejlepších závodníků (od posledního k nejlepšímu), finálovou cestu lezlo osm finalistů. Bodovaným kritériem byl nejvyšší (po dobu dvou sekund) dosažený chyt, případně další pohyb z chytu.
V lezení na rychlost rozhodly nejlepší časy v kvalifikaci na standardní desetimetrové cestě (obvykle se závodí na standardní patnáctimetrové) o pořadí závodníků do osmifinálového vyřazovacího pavouka dvojic, ve finále se ještě bojovalo o první a třetí místo. Nejlepšího času 3.71 sekundy dosáhl v malém finále ruský lezec Stanislav Kokorin, který skončil na 3. místě. Vítězem se stal polský lezec Marcin Dzieński s finálovým časem 3.77 sekundy, oba patří mezi současnou světovou závodní špičku v lezení na rychlost.
Kvalifikace v boulderingu proběhla na osmi závodních profilech, kde se bodoval počet pokusů na Top a počet pokusů na bonusovou zónu, nejlepších deset finalistů závodilo na čtyřech závodních profilech.

## Češi na AkME
Tomáš Binter ml. skončil ve finále v lezení na obtížnost na 6. místě díky lepšímu pořadí ze semifinále, kde skončil 3., tento český lezec je v reprezentaci v lezení na obtížnost a účastní se také závodů českého a světového poháru ve sportovním lezení. Dalším českým reprezentantem je i Petr Burian z Brna, který v lezení na rychlost skončil na 15. místě s časem 6.67 sekund. Plzeňský student Ondřej Bufka se umístil na 22. místě v boulderingu, Petr Burian v této disciplíně skončil 46., jihlavský Patrik Vaníček obsadil v lezení na rychlost 39. místo.

## Výsledky
| Obtížnost             | Obtížnost            | Rychlost              | Rychlost             | Bouldering             | Bouldering               |
| muži                  | ženy                 | muži                  | ženy                 | muži                   | ženy                     |
| 1. Thomas Joannes     | 1. Fanny Gibert      | 1. Marcin Dzieński    | 1. Julija Kaplinová  | 1. Dmitrij Fakirjanov  | 1. Fanny Gibert          |
| 2. Dmitrij Fakirjanov | 2. Nolwen Berthier   | 2. Anton Poliakov     | 2. Klaudia Buczek    | 2. Georgy Derkachev    | 2. Anna Margolina        |
| 3. Antoine Kauffmann  | 3. Marine Girardet   | 3. Stanislav Kokorin  | 3. Anna Cyganovová   | 3. Valentin Konovalov  | 3. Nolwen Berthier       |
|                       |                      |                       |                      |                        |                          |
| 4. Egor Kryachkov     | 4. Anna Margolina    | 4. Alexandr Šikov     | 4. Jelena Markuševa  | 4. Thomas Joannes      | 4. Sylwia Buczek         |
| 5. Arseniy Kupchik    | 5. Dana Gilemkhanova | 5. Ihor Tiapkin       | 5. Nina Lach         | 5. Arseniy Kupchik     | 5. Anna Borella          |
| 6. Tomáš Binter       | 6. Jennifer Wood     | 6. Michal Lewicki     | 6. Anna Brożek       | 6. Egor Kryachkov      | 6. Anna Cyganovová       |
| 7. Thomas Lach        | 7. Sylwia Buczek     | 7. Jedrzej Komosinski | 7. Tetiana Kolkotina | 7. Aleksandr Shikov    | 7. Margarita Zacharovová |
| 8. Georgy Derkachev   | 8. Karina Miroslaw   | 8. Rafal Halasa       | 8. Monika Prokopiuk  | 8. Sébastien Berthe    | 8. Monika Prokopiuk      |
| —                     | —                    | —                     | —                    | 9. Luke Dawson         | 9. Karina Miroslaw       |
| —                     | —                    | —                     | —                    | 10. Mikolaj Mielczarek | 10. Marine Girardet      |
|                       |                      |                       |                      |                        |                          |
| 33.-35. Ondřej Bufka  | —                    | 15. Petr Burian       | —                    | 22. Ondřej Bufka       | —                        |
| —                     | —                    | 31. Tomáš Binter      | —                    | 46. Petr Burian        | —                        |
| —                     | —                    | 34. Ondřej Bufka      | —                    | —                      | —                        |
| —                     | —                    | 39. Patrik Vaníček    | —                    | —                      | —                        |
|                       |                      |                       |                      |                        |                          |
| 8 finalistů           | 8 finalistek         | 8/4 finalistů         | 8/4 finalistek       | 10 finalistů           | 10 finalistek            |
| 26 semifinalistů      | 25 semifinalistek    | 16 semifinalistů      | 16 semifinalistek    | bez semifinále         | bez semifinále           |
| 44 mužů               | 28 žen               | 40 mužů               | 25 žen               | 49 mužů                | 29 žen                   |

### List vítězů
| Super Kombinace | Dmitrij Fakirjanov — Ural Federal University                     | Julija Kaplinová — Tyumen State Oil and Gas University         |
| Kombinace       | Dmitrij Fakirjanov — Ural Federal University                     | Fanny Gibert — National Institute of Applied Sciences — Lyon 1 |
| Obtížnost       | Joannes Thomas — National Institute of Applied Sciences — Lyon 1 | Fanny Gibert — National Institute of Applied Sciences — Lyon 1 |
| Rychlost        | Marcin Dzieński — State Higher Vocational School in Tarnow       | Julija Kaplinová — Tyumen State Oil and Gas University         |
| Bouldering      | Dmitrij Fakirjanov — Ural Federal University                     | Fanny Gibert — National Institute of Applied Sciences — Lyon 1 |
| Dyno Jump       | Anton Poliakov (255 cm) — Ural Federal University                | Anna Margolina (213 cm) — Moscow Aviation Institute            |

### Pořadí univerzit
1. National Institute of Applied Sciences Lyon
2. Ural Federal University
3. Moscow Aviation Institute
4. Tyumen State Oil and Gas University
5. University of Agriculture in Krakow
6. Siberian Federal University
7. University of Life Sciences in Lublin
8. Kremenchug National University
9. University of Graz
10. University Of Sheffield
11. Catholic University of Louvain-la-Neuve
12. State Higher Vocational School in Tarnow
13. Lublin University of Technology
14. University of Insubria Como — Varese
15. Wroclaw University of Technology
16. Medical University of Lublin
17. Polytechnic Institute of Porto
18. University of West Bohemia
19. University of Sofia "St. Kliment Ohridski"
20. Bogazici University
21. University of Minho
22. Klaipeda university
23. University of Porto
24. College of Polytechnics Jihlava